# Ambopteryx
Ambopteryx longibrachium
Genre
Espèce
Ambopteryx est un genre fossile de petits dinosaures à plumes à ailes membraneuses, des théropodes paraviens basaux, appartenant à la famille des scansorioptérygidés, découvert en Chine et daté du Jurassique supérieur.
Une seule espèce est rattachée au genre, Ambopteryx longibrachium, décrite par Min Wang et ses collègues en 2019.

## Étymologie
Le nom générique Ambopteryx est la combinaison du mot latin ambo, « deux », et de celui du grec ancien πτέρυξ (pteryx) signifiant « aile » ; il fait référence aux deux ailes membraneuses qui permettaient à ce petit dinosaure « à corps d'oiseau » de voler. Le nom spécifique longibrachium vient du latin longus, « long » et brachium, « bras », pour indiquer la longueur de ses bras qui portaient ces ailes.

## Découverte
Le spécimen holotype référencé IVPP V24192, est un squelette articulé presque complet avec des tissus mous préservés en contre-empreinte. Il a été découvert en 2017 dans un niveau stratigraphique équivalent à la formation géologique de Haifanggou dans la province du Liaoning dans le nord-est de la Chine. Il appartient au paléobiota de Yanliao.
Il est daté du Jurassique supérieur, de l'Oxfordien, soit il y a environ entre 161,5 et 154,8 millions d'années.

## Description
La principale caractéristique d'Ambopteryx est la présence d'une membrane, préservée par endroits, autour de sa main gauche, de son bras droit et de son abdomen. Sa tête, son cou et ses épaules étaient par contre couverts d'un épais plumage. C'est le second dinosaure à montrer l'existence à la fois d'ailes membraneuses, comme celles des chauve-souris, et de plumage,. Le premier dinosaure de ce type a été décrit en 2015 en Chine sous le nom de Yi qi.
La longueur du corps de l'animal est d'environ 32 centimètres, pour une masse de 300 grammes.
Comme les autres scansorioptérygidés, Ambopteryx a une tête courte et arrondie. Son troisième doigt très allongé dépasse en longueur les doigts I et II. Parmi les scansorioptérygidés il est très proche de Yi, avec lequel il partage un os caractéristique, l'os styliforme, un os allongé situé à l'extrémité distale du cubitus. Cet élément styliforme est incurvé et effilé vers son extrémité distale, il soutenait les ailes membraneuses ou patagium, qui s'étendaient du troisième doigt pour descendre jusqu'à l'abdomen. 
Les bras d'Ambopteryx sont 1,3 fois plus longs que ses pattes arrière. Le cubitus est plus court que l'humérus, et presque deux fois plus large que le radius. À la différence de la plupart des autres théropodes non-aviens, il possède une queue courte qui se termine par une zone fusionnée, le pygostyle.

## Paléobiologie
La région abdominale d'Ambopteryx contient de petites pierres (gastrolithes probables) et des fragments osseux non identifiés de restes ingérés. Jusqu'à présent, le régime alimentaire des scansorioptérygidés était inconnu. La présence de ces gastrolithes et de fragments osseux possibles, combinée à la morphologie dentaire inhabituelle des scansorioptérygidés, suggère qu'ils étaient omnivores.
Son type de vol s'apparenterait à celui des écureuils volants ou des phalangers volants actuels.
Les ailes membraneuses soutenues par les membres antérieurs allongés des scansorioptérygides représentent probablement une expérimentation de courte durée d'une manière de voler, alors que les ailes à plumes ont finalement été privilégiées lors de l'évolution ultérieure du clade des Paraves.

## Classification

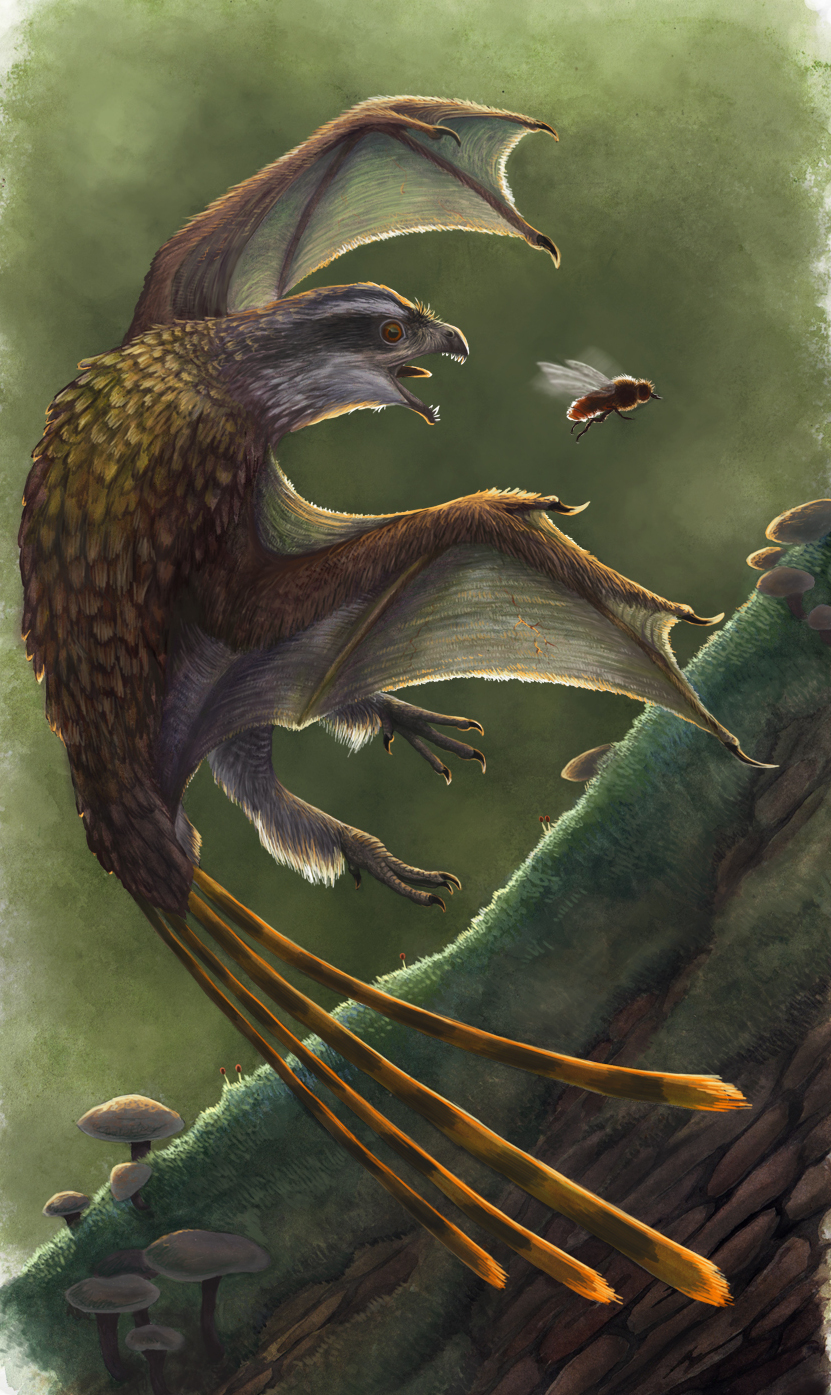
Vue d'artiste de Yi qi
par Emily Willoughby,
le scansorioptérygidé
le plus proche d'Ambopteryx.

Ambopteryx est classé par les inventeurs du genre en groupe frère avec Yi. Ce dernier a été également découvert en Chine dans des roches attribuées à la formation de Tiaojishan. Ces sédiments d'âge Callovien à Oxfordien (à cheval sur le Jurassique moyen et supérieur), datent d'il y a environ entre 165 et 153 millions d'années, un âge comparable à celui des sédiments ayant livré Ambopteryx.